# Huub Bals
Hubertus Bernardus (Huub) Bals (Utrecht, 3 februari 1937 – Utrecht, 13 juli 1988) was een Nederlands bestuurder en oprichter van het International Film Festival Rotterdam IFFR in 1972. Hij leidde dit festival 17 jaar tot zijn vroegtijdige dood in 1988.

## Levensloop
Bals was geboren en getogen in de Utrechtse Wijk C in een katholiek gezin. Net van de middelbare school organiseerde hij in Utrecht zijn eerste manifestatie, een jazz concert met optredens van onder andere de Amerikaanse saxofonist Bud Shank en zangeres June Christie.
Na zijn diensttijd startte Bals in 1959 als bedrijfsleider en later publiciteitsman bij de Utrechtse bioscoop Wolff Camera. In 1966 startte hij daar het succesvolle Cinemanifestatie, dat opvolgende tweejaarlijks gehouden werd. Het volgende Cinemanifestatie in 1968 breidde hij uit voorbij de stadsgrenzen tot Eindhoven en Antwerpen. Hij was ook de eerste directeur van Filmtheater 't Hoogt, in Utrecht. Er is nog steeds een borstbeeld van hem te vinden daar. 
Utrecht werd uiteindelijk te klein voor zijn ambities en Utrecht wilde ook niet meegroeien. Daarom is hij op uitnodiging van Adriaan van der Staay van de Rotterdamse Kunststichting, in het begin van de jaren zeventig naar Rotterdam gekomen, om daar een ambitieus nieuw internationaal en avant-gardistisch filmfestival op te zetten. Dit begon in Rotterdam als het Film International, het latere International Film Festival Rotterdam. Het festival wordt in 1972 gepresenteerd, het jaar dat ook zijn zoon, die hij kreeg met zijn vrouw Marjolijn, werd geboren, als een festival voor jonge filmers en niet commerciële films. Het Rotterdams initiatief was gelieerd aan het Amsterdamse Holland Festival, en werd gehouden in de Calypso en 't Venster bioscoop. Tot aan zijn dood organiseerde hij dit festival nog zestienmaal.

## Werk

### Cinemanifestatie
In het begin van de jaren zestig was Bals reeds bijzonder initiatiefrijk in het Wolff Camera, dat ook wel Studio en/of Camera of Camera/Studio genoemd werd. De kelders van Studio bevatte een publiekelijk toegankelijke ruimte, waar hij discussieavonden en muziek- en theateruitvoeringen organiseerde.
In 1966 werd hem gevraagd het eerste Cinemanifestatie filmfestival te organiseren. Deze vond plaats in naast het Wolff Camera theater ook plaats in het Utrechtse Filmliga theater. Tijdens het festival waren er 21 nog niet in Nederland vertoonde films te zien. Net als later in het Rotterdams Filmfestival werden regisseurs uitgenodigd om vooral met publiek en pers te praten.

### Eerste Film International
In 1972 kreeg Bals de leiding over de organisatie van het eerste Film International festival in Rotterdam. De organisatie zelf vond onderdak in het AMVJ-gebouw aan de Mauritsweg 2. De films werden gepresenteerd aan het Calypso-theater aan de West Kruiskade en bij Arts Lab De Lantaren in het Gouvernestraat. 
De openingsfilm was het Spaanse dramafilm El jardín de las delicias uit 1970 onder regie van Carlos Saura. Daarnaast introduceerde Bals films van andere toen nog onbekende regisseurs, zoals Steve Dwoskin, Philippe Garrel, Werner Herzog, Paul Leduc, Jorge Sanjines, Shuji Terayama en Wim Wenders. Ook door Bals eerder in Utrecht gepresenteerde regisseurs waren weer van de partij, zoals Rainer Werner Fassbinder en Paolo en Vittorio Taviani.
Voor de programmering werd Bals bijgestaan door Frank Visbeen van de Rotterdamse Kunststichting en de journalist-programmeur Hans Saaltink. Het waren voor Visbeen en Saaltink, die de cinematografische strategie bepaalde. Deze keken ze af van het alternatieve programma van het Filmfestival van Cannes, de Quinzaine des réalisateurs.

## Publicaties, een selectie
- Een biografie door Frans Westra en Jan Heijs. Que le tigre danse!, Otto Cramwinckel, 1996.